# Tim Colceri
Tim Colceri (* 15. Juni 1951 in Canton, Ohio) ist ein US-amerikanischer Schauspieler und Filmregisseur.

## Leben
Colceri wurde 1951 in Canton, Ohio, geboren. 1953 zog seine Familie nach Phoenix, Arizona, wo Colceri auch aufwuchs. Im Alter von 18 Jahren ging er zum United States Marine Corps und verbrachte 13 Monate im vietnamesischen Đà Nẵng. Nach seiner Entlassung begann er ein Studium an der Arizona State University. Nach seinem Studium wurde er professioneller Golfspieler. Seine sportliche Karriere musste er jedoch verletzungsbedingt nach drei Jahren beenden. Zeitweise arbeitete er in Restaurants und als Flugbegleiter.
Ab Anfang der 1980er Jahre wandte er sich dem Filmgeschäft zu. Seine erste Rolle übernahm er 1983 im Film Inside the Love House.
Bei den Dreharbeiten zu Stanley Kubricks Full Metal Jacket sollte Colceri ursprünglich die Rolle des Gunnery Sergeant Hartman übernehmen. Nachdem Kubrick aber Probeaufnahmen des technischen Beraters R. Lee Ermeys gesehen hatte, wie dieser mehrere Minuten lang Statisten  beschimpfte ohne sich dabei zu wiederholen, erhielt Ermey die Rolle. Colceri übernahm stattdessen die Rolle eines Doorgunners, der reihenweise flüchtende Vietnamesen erschoss.
2009 führte Colceri bei Space Girls in Beverly Hills erstmals Regie. 2012 entstand unter seiner Regie die Komödie The Crazy Road to Love.
Seit dem Jahr 2019 ging Colceri mit der Comedyshow Get Some! auf Tour, in der er über seine Zeit beim United States Marine Corps, seinen Rollenwechsel beim Dreh von Full Metal Jacket und seine Arbeit mit Kubrick reflektierte.

## Filmographie (Auswahl)
Schauspieler
- 1983: Inside the Love House
- 1986: Lance – Stirb niemals jung (Never Too Young to Die)
- 1987: Emanon
- 1987: Full Metal Jacket
- 1991: Sein größtes Spiel (Talent for the Game)
- 1992: To Protect and Serve
- 1993: Der Mord der unschuldigen Kinder (Slaughter of the Innocents)
- 1993: C.I.A. Codename: Viper (CIA II: Target Alexa)
- 1994: Potion d’amour
- 1995: Speed Rage (Rage)
- 1996: Eraser
- 1997: Mad Rex – Gegen das Gesetz (Against the Law)
- 1997: Nacht des Terrors (Riot)
- 1997: Space Platoon (Leprechaun 4: In Space)
- 1997: Underground – Die Vergeltung (The Underground)
- 1998: Fallen Arches
- 1998: Fellows – Auf Leben und Tod (Charades)
- 2000: Ides of March
- 2000: Bad Guys
- 2001: Megiddo – Das Ende der Welt (Megiddo: The Omega Code 2)
- 2002: Reflections of Evil
- 2002: Soap Girl
- 2002: Hitters
- 2003: The Gun, from 6 to 7:30 p.m.
- 2004: Touch My Girl
- 2004: Raspberry & Lavender
- 2005: The Last Eve
- 2007: Alibi
- 2008: Days of the Dead 3 – Evilution (Evilution)
- 2009: Space Girls in Beverly Hills
- 2011: Kimchi Warrior 2D Feast of Fury
- 2012: Devils Inside
- 2013: Garbage
- 2013: Sin City Players (Fernsehfilm)
- 2014: Cry of the Butterfly
- 2016: Retreat!
- 2020: Ride Hard: Live Free

Regisseur
- 2009: Space Girls in Beverly Hills
- 2012: The Crazy Road to Love